# Juan Ramon de Armas

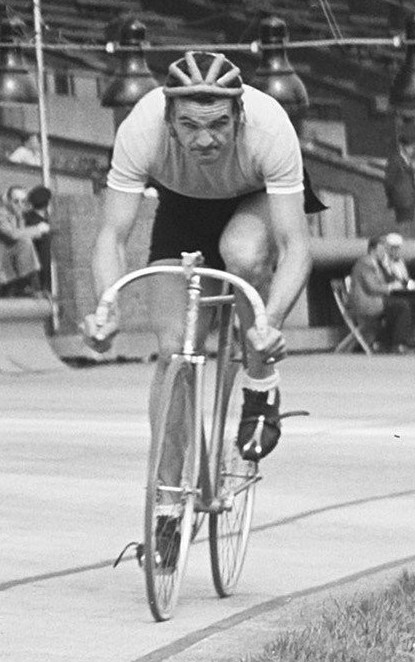
Juan de Armas (1948)

Juan Ramon de Armas (* 31. August 1922; † nach 1952) war ein uruguayischer Radrennfahrer.

## Sportliche Laufbahn
Er war Teilnehmer der Olympischen Sommerspiele 1948 in London. In der Mannschaftsverfolgung kam er mit seinen Teamkameraden Atilio François Baldi, Luis Ángel de los Santos und Waldemar Bernatzky auf den 4. Rang. Auch während der Mannschaftsverfolgung in Helsinki war er Mitglied der uruguayischen Mannschaft. Dort startete er in der Mannschaftsverfolgung, sein Team bleib unplatziert.
1946 wurde er Dritter der Uruguay-Rundfahrt.